# Paradisier noir
Manucodia ater
Espèce
Statut de conservation UICN

 LC  : Préoccupation mineure
Statut CITES
Le Paradisier noir (Manucodia ater) est une espèce d'oiseaux vivant en Nouvelle-Guinée et dans quelques îles proches.

## Distribution
Cette espèce est sporadique à travers la Nouvelle-Guinée et dans quelques îles satellites.

## Sous-espèces
D'après le Congrès ornithologique international, c'est une espèce monotypique. Certaines autorités taxinomiques (Clements 6e édition, 2012 ; Handbook of the Birds of the World) reconnaissent une autre sous-espèce, Manucodia ater subalter.
- M. a. ater (Lesson, 1830) : Nouvelle-Guinée continentale du Vogelkop à la péninsule de Huon ;
- M. a. subalter (Rothschild & Hartert, 1929) : îles de la péninsule du Vogelkop (Misol, Salawati, Batanta, Gebe, Waigeo), îles Aru et péninsule sud-est de la Nouvelle-Guinée.

## Dénomination
Lesson, en 1830, avait littéralement nommé ce taxon Phonygama ater dont le nom spécifique
provient du latin (ater : noir) en référence à la coloration générale de l’oiseau.

## Habitat
Il fréquente une large gamme d’habitats comme les forêts pluviales de basse altitude (0 à 1 000 m), les forêts marécageuses, les lisières de forêts, les forêts riveraines et soumises à la mousson, les boisements et les savanes densément boisées (Ottaviani 2012).

## Mœurs
Il occupe l’étage inférieur (15 à 25 m) de la canopée où il passe le plus clair de son temps à la recherche d’insectes et de fruits. Au vol, il présente une apparence un peu lâche, les ailes, le corps et la queue semblant désarticulés. Il produit alors un léger bruissement d’ailes commun à de nombreux oiseaux de paradis (Gilliard 1969).

## Alimentation
Le régime alimentaire comporte surtout des fruits et plus particulièrement des figues avec un complément de fleurs (peut-être avec du nectar) et de petits invertébrés (Frith & Frith 2009).

## Voix
Le mâle chante souvent du haut d’une branche morte bien en vue en bordure de forêt.
Il émet un sifflement triste et monotone ooo-ooo-ooo. Un autre mâle des environs lui répond
en produisant la même note mais plus aiguë et à résonance robotisée (Gilliard 1969). Une simple imitation de son cri suffit à attirer l’oiseau et le cri d’alarme est un chook explosif qu’un individu répète en hochant nerveusement la queue. Au nid il émet aussi un faible jacassement (Beehler 1989).

## Parade nuptiale
Un aspect de la parade nuptiale consiste en une course-poursuite en vol à travers la forêt. Quand le mâle a rattrapé la femelle, il agite les ailes et la queue légèrement déployées, puis il gonfle son plumage et la rejoint ainsi en sautillant dans les branches jusqu’à elle. Enfin, ils s’envolent ensemble à travers les frondaisons (Gilliard 1969, Frith & Frith 2009).
Danse du paradisier superbe lors de la parade. Il déploie en corolle les plumes noires de son plastron. Une collorette de plumes bleues et deux cercles bleus renforcent le noir profond de son plumage tout en donnant l'impression d'être illuminées.

## Nidification
Le nid consiste en une coupe profonde, faite de tiges, de sarments et de vrilles de vignes solidement enchevêtrés avec une garniture interne de feuilles mortes et de fins copeaux de bois. Il est suspendu à une fourche entre 4 et 12 m de haut dans un petit arbre à la lisière ou dans une clairière de la forêt, dans la zone de contact entre la forêt et la savane ou dans la mangrove. La femelle pond de un à trois œufs qu’elle couve pendant 15 à 17 jours. A l’éclosion, les oisillons sont complètement nus avec la peau noirâtre. Ils sont nourris par les deux parents qui avalent également les sacs fécaux. La période de l’élevage au nid est incertaine mais elle dure probablement plus de 19 jours (Frith & Frith 2009).

## Statut
L’espèce est commune à travers son aire mais peu voyante. Elle est franchement abondante dans l’île Aru mais la population endémique à l’île Tagula, archipel de la Louisiade, doit faire l’objet d’un suivi en raison des coupes de la forêt (Frith & Frith 2009).